# 田島神社
田島神社（たしまじんじゃ）は、佐賀県唐津市呼子町（旧肥前国松浦郡呼子）の加部島にある神社。地域は魏志倭人伝の中で倭国本土の最初の地として登場する末盧国にあたる。大陸への最も安全な渡海ルートの要所であり、上代以来中央政府の重用を受けてきた。古代においては「田島坐神社（たじまにゐますかみのやしろ）」として記録されている。肥前国唯一の名神大社で、肥前国一之宮と見られた時代もあった。明治時代の改新による旧社格は国幣中社。現在は神社本庁の別表神社。社紋は「桜紋」。大きく分けて４種類の桜紋が境内にあるが、現在は向桜紋が御朱印に使われている。山上憶良が歌に詠んだ松浦佐用姫ゆかりの神社。宗像大社の元宮（ルーツ）ともいわれる。

## 祭神
祭神は次の5柱。主祭神の3柱は宗像大社祭神の宗像三女神に同じ姫神。宇佐神宮や久留米周辺、天山、背振山にも祀られるなど、有史以前からの北部九州土着の神とされる。田島神社では「田島三神」と総称し、中でも田心姫尊を主神としている。
主祭神
- 田心姫尊
- 市杵島姫尊
- 湍津姫尊

配祀神
- 大山祇神
- 稚武王尊 - 日本武尊の子、仲哀天皇の弟。

## 歴史

### 創建
創建は不詳。一説には弥生時代後期とされている。鎮座地の加部島はかつては「姫神の鎮座まします島」として「姫島」・「姫神島」と呼ばれていた。
天平3年（731年）に相殿に稚武王を配祀し、天平10年（738年）に聖武天皇より大伴古麻呂に詔命があり「田島大明神」の神号を伝えに来たとされる。　この天平3年を創始とする古書もある。
稚武王配祀と上松浦明神
稚武王（仲哀天皇の弟）の配祀については、神功皇后の三韓征伐より凱旋の折、「懇ろに奉斎されよ」と当社に駐留・警護を命じられたという逸話による。天平10年、大伴古麻呂が使いとしてきているが、同じく平戸に駐留を命じられたとする弟の十城別王を祀る志々伎神社も天平10年（738年）に「松浦明神」と崇められたとしている。稚武王の「田島大明神」と十城別王の「松浦明神」は遣唐使廃止後の延喜式神明帳（927年）の中では「上松浦明神」と「下松浦明神」となっている。天平10年は使者の大伴古麻呂が兵部大丞（現在で例えると国防省３番目の地位）になった年でもあり、国防の拠点としての役割を求められていたものとも考えられる。
- 延喜式巻第二十三　延喜式神明帳頭註　肥前松浦郡　「田嶋ハ仲哀帝ノ弟稚武王ナリ上松浦明神ト號スナリ。志々伎ハ稚武王ノ弟十城別王ナリ下松浦明神ト號スナリ。」

現在、田島神社より２㎞ほど離れた杉ノ原牧場（壱岐が目視でき、海原を見渡す広い視野が確保された場所）にある瓢塚古墳（佐賀県指定史跡）は内部が朱に塗られていたとのことから稚武王の墳墓とも言われている。

### 概史
『新抄格勅符抄』大同元年（806年）牒によると、当時の「田島神（田嶋神）」には神戸として16戸が肥前国から充てられていた。
（「戸」とは戸籍作成上の最小集落単位のことで現代の感覚でいう1戸（軒）のことではなく「字」または「小字」にあたる。16戸ということは島内に限らず周辺地域一帯と見ることができる。この地域からの税収が神社の補修や催事の費用に充てられ、神官の俸給とすることは禁止されていた。）
延長5年（927年）成立の『延喜式』神名帳では肥前国松浦郡に「田島坐神社（田嶋坐神社） 名神大」と記載され、肥前国唯一の名神大社に列している。
江戸時代には唐津藩の祈願所となった。
明治維新後、1871年（明治4年）に近代社格制度において国幣中社に列した。戦後は神社本庁の別表神社に列している。

### 神階
- 天安3年（859年）1月27日、従五位下から従四位下 （『日本三代実録』） - 表記は「田島神（田嶋神）」。
- 貞観2年（860年）2月8日、従四位下から従四位上 （『日本三代実録』） - 表記は「田島神（田嶋神）」。
- 貞観15年（873年）9月16日、従四位上から正四位下 （『日本三代実録』） - 表記は「田島神（田嶋神）」。
- 貞観18年（876年）6月8日、従四位上ママから正四位下ママ （『日本三代実録』） - 表記は「田島神（田嶋神）」。
- 元慶8年（884年）12月16日、正四位下から正四位上 （『日本三代実録』） - 表記は「田島神（田嶋神）」。

六国史の神階を受けた時代は実質的に最後の遣唐使となった第19回遣唐使帰還の後、まだ遣唐使廃止が決定されていない時期である。久留米の高良大社、宗像の宗像大社の後を追いかけるように昇階していることから遣隋使・遣唐使運用上の連帯性が考えられる。

### 遣隋使・遣唐使
遣唐使の記録の中では、松浦の湊という漠然とした記載しか見うけられない。しかし、肥前國のみならず、福岡周辺の有力神社に比べても特別扱いとも言える神階の高さが見られることや朝廷の遣唐使の記録とリンクする社伝があることから、単なる遣唐使の寄港地ではなく、朝廷に近い存在の宗像大社に協力する北部九州沿岸土着の神社代表としての役割を求められていたものと見て取れる。この地域は北ルート（呼子・壱岐・対馬ルート）に限らず、南ルート（五島より横断ルート）・南島ルートにおいても必ず通過する地点である。終始、土着の神社代表として遣隋使・遣唐使運航に積極的に関わり続けた結果が神階の特別扱いになったということが言える。六国史上、最後の昇階となる884年の43年後、延喜式神名帳（927）の中で肥前国唯一の名神大社としての崇敬を受けているのも同じ理由と考えられる。

## 摂末社

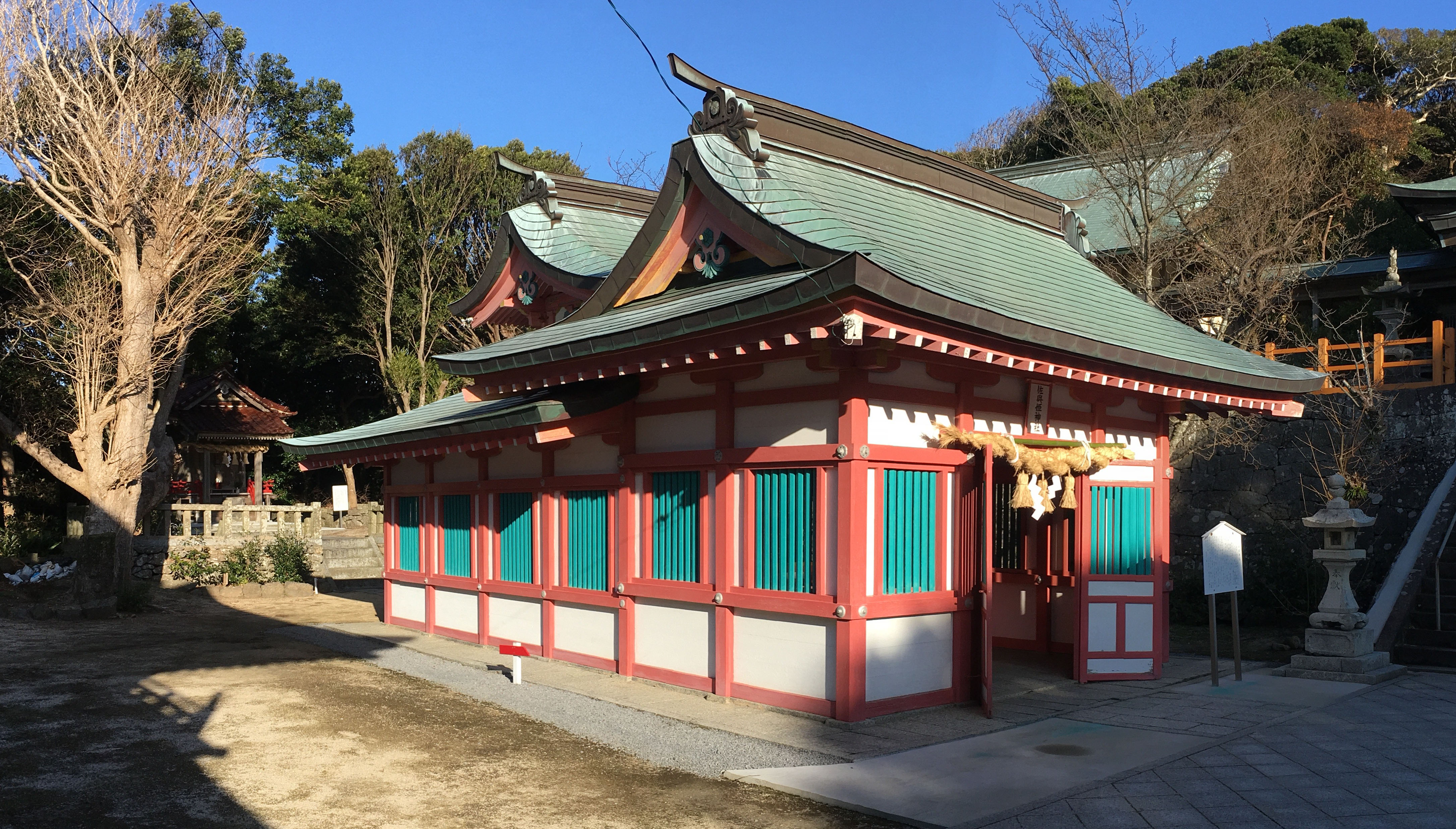
佐與姫神社

- 佐與姫神社（佐用姫神社）　佐用姫伝説の松浦佐用姫を祀る。佐用姫が変じたとされる石（望夫石）を御神体とし、覆う形で社殿が建てられている[8][9]。田島神社境内の望夫石を見た豊臣秀吉が雨ざらしではあまりに忍びないと社領百石を佐用姫社に寄進したことで社殿が建てられたとし、豊臣秀吉寄進の朱印状が現存する。この社領は徳川政権の江戸時代も寄進され続けた。

- 御崎神社　御祭神は級長津彦神、級長津姫神、猿田彦神の三柱。文禄の役の際、軍船「小鷹丸」は大陸に七度の往復をし無事に帰国した。後年、その船体の一部が船霊の御守護と共に海上安全の守護神として祀られている。[10]

この二社はどちらも地元特有の由緒を持つ神社である。境内には有名神社より勧請された分社や合祀社等は存在しない。しかし、島内には各地区に点在しており、田島神社の春祈祷の際に「区社参り」として祈祷に周る習わしがある。他に島内では各戸それぞれの庭の傍らに稲荷社を祀る家がとても多い。

## 祭事
（太陽暦で記載）

### 歳旦祭
1月1日　/　新暦1月1日（元日）に年始を祝う祭祀である。一年の安泰と国民の加護を祈念する。

### 節分祭
2月3日　/　

### 春祈祷
4月1日～3日　/　通常の神事以外にも「区社参り」と称して島内の各地区で奉斎している小さな神社を各地区の代表皆でお参りして周る。木ノ宮、塚様、平嶽神社、天童神社（稲荷）、庚申様、瓢塚、ヤブソ様、天神様が区社参りの対象である。

### 厄祓祈願祭
4月第2日曜日　/　厄年の年齢は、体力的、家庭環境的、或は対社会的にそれぞれ転機を迎える時でもあり、災厄が起こりやすい時期とされている。その年に当たっては、災厄を祓うの儀（厄除け）がおこなわれます。厄年の年齢は「数え年」で数え、男性が二十五歳・四十二歳・六十一歳、女性が十九歳・三十三歳・三十七歳などを言い、この年齢の前後を前厄・後厄と称します。

### 夏越祭・大祓
７月最後の土曜日　/　夏越祭（夏越の大祓）は神社内での行事であるのが通例だが、現地の夏越祭は氏子が主催しお神輿で行列を組み民家近くの御旅所へ移動する。神様をお迎えして一晩膝を突き合わせて親しく過ごしつつ、夏越の祓を受けるという形になっている。（平成元年　平野良樹宮司談）　お神輿を担いでの移動なので、参道の第二鳥居にかけられる茅の輪の大きさも最大級となっている。以前は７月最後の土曜日・日曜日、さらにその前は29日・30日に行われていた。
歴史　現在の氏子主催の御旅所への神幸がどの時代から始まったものかは不明。昭和40年代前半の図書には神輿を船に乗せて呼子などの近隣に神幸する様子が写真入りで紹介されている。御旅所は時代により変遷があるが、古くは呼子側の小浜港、現小浜公園の東側、坂の上に御旅所があった時代もある。（石組みが現存）

### 例祭
9月16日　/　例祭はその神社にとって最も重要な日とされている。通常は創建の日とされていることが多いが、当社の場合は創建自体が不明で９月16日の理由その他は不明である。

### 新嘗祭
11月23日　/　

### 除夜祭・大祓
12月31日　/　

## 文化財

### 重要文化財（国指定）
- 太刀 銘 備中国住人吉次（工芸品） - 鎌倉時代の作。1920年（大正9年）4月15日指定[12]。

### 佐賀県指定文化財
- 天然記念物
  - 加部島暖地性植物群落 - 田島神社社林を含む加部島一帯で指定。1974年（昭和49年）2月25日指定[13]。

## その他

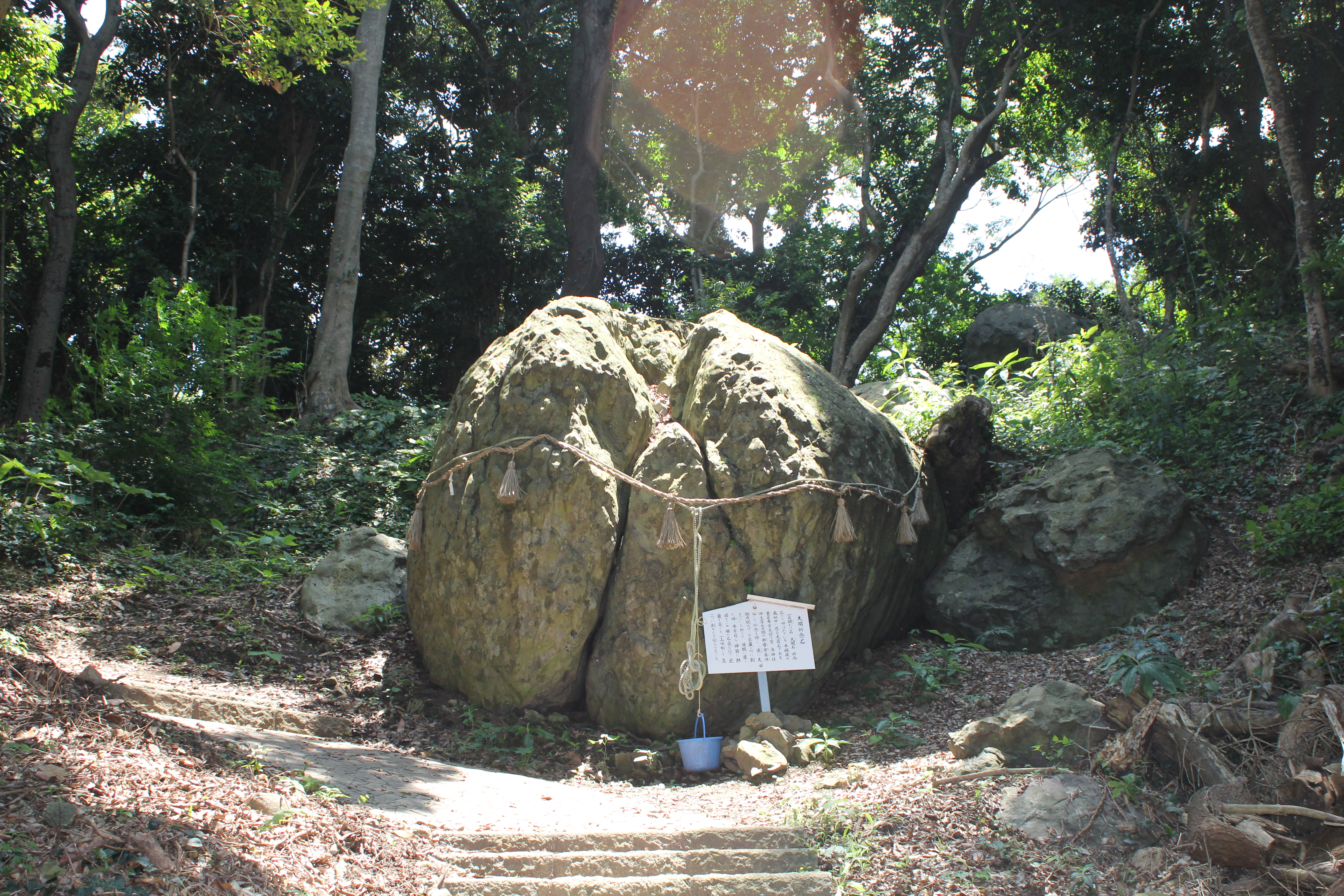
太閤祈念石

- 鼻高面　正安二年（1300年、鎌倉時代）の銘がある
- 太閤秀吉朱印佐与姫社神主宛社領百石寄進状
- 太閤祈念石　文禄の役にあたって豊臣秀吉が戦勝祈願をし、槍で突くと割れたという伝説がある。
- 元寇船碇石　近海より引き上げ、奉納されたもの。参道手水舎付近と随神門内の藤棚付近に２つ現存している。
- 肥前鳥居　平安時代に肥前守として就任した源頼光寄進と伝えられてるが何度も修復が繰り返されており、大幅なデザイン変更の痕もあること、平安時代当時の鳥居は木製が標準であり、京から下向した源頼光が石鳥居を奉納することは考えにくいなど疑問が多い。
- 大階段下鳥居　明治十五年十一月捕鯨関係者による建立　扁額「田嶋神社」は有栖川宮幟仁親王の書　扁額裏面に「明治十五午歳四月二十七日　一品　幟仁親王」と銘がある。
- 小浜港鳥居（第一鳥居）　大正十三年六月　昭和天皇の御婚礼記念で建立。　扁額「田島神社」の文字は当時の皇族で伊勢神宮祭主多嘉王の書。裏面に銘がある。他に社務所内に額装された多嘉王の書がある。
- 大神鏡　大隈重信奉納　裏面に当時の日本地図と「大正四年六月吉日　内閣総理大臣正二位勲一等伯爵大隈重信」と銘がある。